# Ivan van Zyl
Pour les articles homonymes, voir Van Zyl.

a Compétitions nationales et continentales officielles uniquement.

b Matchs officiels uniquement.
Dernière mise à jour le 14 février 2022.
Ivan van Zyl, né le 30 juin 1995 à Pretoria (Afrique du Sud), est un joueur international sud-africain de rugby à XV évoluant au poste de demi de mêlée. Il évolue avec le club anglais des Saracens en Premiership depuis 2021.

## Carrière

### En club
Né à Pretoria, Ivan van Zyl suit sa formation dans l'académie de la province locale : les Blue Bulls. Il dispute notamment la Craven Week en 2008 et 2013 avec sa province.
Il commence sa carrière professionnelle en 2015 avec les Blue Bulls, disputant la Vodacom Cup. Il dispute également la Currie Cup plus tard la même année. Il est également le capitaine de l'équipe de son lycée, le Afrikaanse Hoër Seunskool, dans le championnat national scolaire.
En novembre 2015, il est retenu dans l'effectif de la franchise des Bulls pour disputer la saison 2016 de Super Rugby. Il joue son premier match le 9 avril 2016 contre les Southern Kings. Il s'agit de l'unique match qu'il dispute cette saison. Il s'impose dans la rotation au poste de demi de mêlée à partir de la saison 2018, se partageant alors le poste avec Embrose Papier,.
En janvier 2021, il remporte la Currie Cup avec les Blues Bulls, après une finale remportée face aux Natal Sharks,.
En 2021, il rejoint le club anglais des Saracens, évoluant en Premiership. 
Durant sa première saison en Angleterre, en 2021-2022, son club est dans un premier temps éliminé en demi-finale du Challenge européen par le RC Toulon. Cependant, en championnat il retrouve la finale de la compétition, trois ans après sa dernière, après avoir éliminé les Harlequins champions en titre. Pour cette finale face à Leicester, Ivan van Zyl débute sur le banc des remplaçants avant d'entrer en jeu à la 66e minute à la place d'Aled Davies. Finalement, les siens sont battus en toute fin de match à cause d'un drop de Freddie Burns.

### En équipe nationale
Ivan van Zyl a joué avec l'équipe d'Afrique du Sud des moins de 20 ans dans le cadre du championnat du monde junior 2015. Il dispute cinq matchs lors de la compétition, qui voit son équipe terminer à la troisième place,.
Il est sélectionné pour la première fois avec les Springboks en mai 2018 par le nouveau sélectionneur Rassie Erasmus. Il obtient sa première cape internationale avec l'équipe d'Afrique du Sud le 2 juin 2018 à l’occasion d’un test-match contre l'équipe du pays de Galles à Washington DC. Il joue six test-matchs avec l'Afrique du Sud en 2018, mais n'est pas rappelé l'année suivante, et manque donc la Coupe du monde 2019,.

## Palmarès

### En club
- Vainqueur de la Currie Cup en 2020-2021 avec les Blue Bulls.

## Statistiques
Au 14 février 2022, Ivan van Zyl compte six capes en équipe d'Afrique du Sud, dont deux en tant que titulaire, depuis le 2 juin 2018 contre l'équipe du pays de Galles à Washington DC.